# Novotxerkasski (Bélgorod)
|  | Per a altres significats, vegeu «Novotxerkasski». |

Novotxerkasski - Новочеркасский (rus) - és un poble (un khútor) de l'óblast de Bélgorod, a Rússia. El 2010 tenia 76 habitants. Pertany al districte (raion) de Stroítel.